# Vanadisbadet

Vanadisbadet är ett utomhusbad beläget i Vanadislunden i Vasastan i Stockholm . 
När badet invigdes var det Stockholms första eluppvärmda utomhusbad.
Vanadisbadet är en kommunal utomhusbadanläggning med tre olika bassänger för motion och lek . 
1. 25-meters bassäng, djup 0,9–1,9 meter
2. Barnbassäng, djup 0,6–1,15 meter
3. Plaskbassäng för de minsta

## Historia
Badet öppnades 1938, stängdes för renovering 2007 och nyöppnades 2014. 

### Renoveringar
Enligt första förslaget skulle badet rivas och en ny anläggning stå färdig år 2012.
I juni 2012 presenterade Stockholms stads idrottsförvaltning dock istället ett andra förslag som innebar att badet skulle upprustas till en kostnad av 53 miljoner kronor. 
Nypremiär för badet var den 15 juni 2014 .
| Full fart på Vanadisbadet sommaren 2014. |  | Full fart på Vanadisbadet sommaren 2014. |
| Full fart på Vanadisbadet sommaren 2014. |  |                                          |

## Gamla Vanadisbadet
Det gamla Vanadisbadet öppnade 1938 och var byggt efter arkitekten Paul Hedqvists ritningar i en stramt funktionalistisk stil. 
Badet förfogade då som nu över två stora bassänger och en plaskdamm för barn. 
Den stora anläggningen smälte väl in i omgivningen och dolde hur stor byggnaden egentligen var. 
Arkitekturen präglades av vitmålade betongkonstruktioner, stora glasytor och blåmålade ståldetaljer. 
Friluftsbassängen nyttjade ett gammalt stenbrott och hade ett skyddat läge mot sydväst. 
Badet har en solterrass med utsikt över Stockholm.
| Full fart på Vanadisbadet på sommaren 1938. |  | Full fart på Vanadisbadet på sommaren 1938. |
| Full fart på Vanadisbadet på sommaren 1938. |  |                                             |

Stockholms stad äger badet och har lagt ut det på entreprenad sedan 20 år. År 2001 tog Viivnest över entreprenaden och byggde om de gamla omklädningsrummen till lågprishotell och satsade på några vattenrutschbanor. År 2007 hade gamla Vanadisbadet sin sista badsäsong.

## Första förslaget till "Nya Vanadisbadet"
Gamla Vanadisbadet var slitet och nergånget. År 2008 presenterade Stockholms kommun stora planer för området. Det gamla Vanadisbadet skulle rivas och ge plats för en helt ny anläggning med inomhusbad och andra sportaktiviteter. I den nya anläggningen skulle det finnas vattenfall, flera sporthallar, kafé, butiker och ett gym. Över bassängen var det tänkt att ha ett skjutbart tak som kan öppnas på sommaren. Planen var 2008 att den nya anläggningen skulle vara klar att öppnas år 2012.

## Upprustning 2013-2014

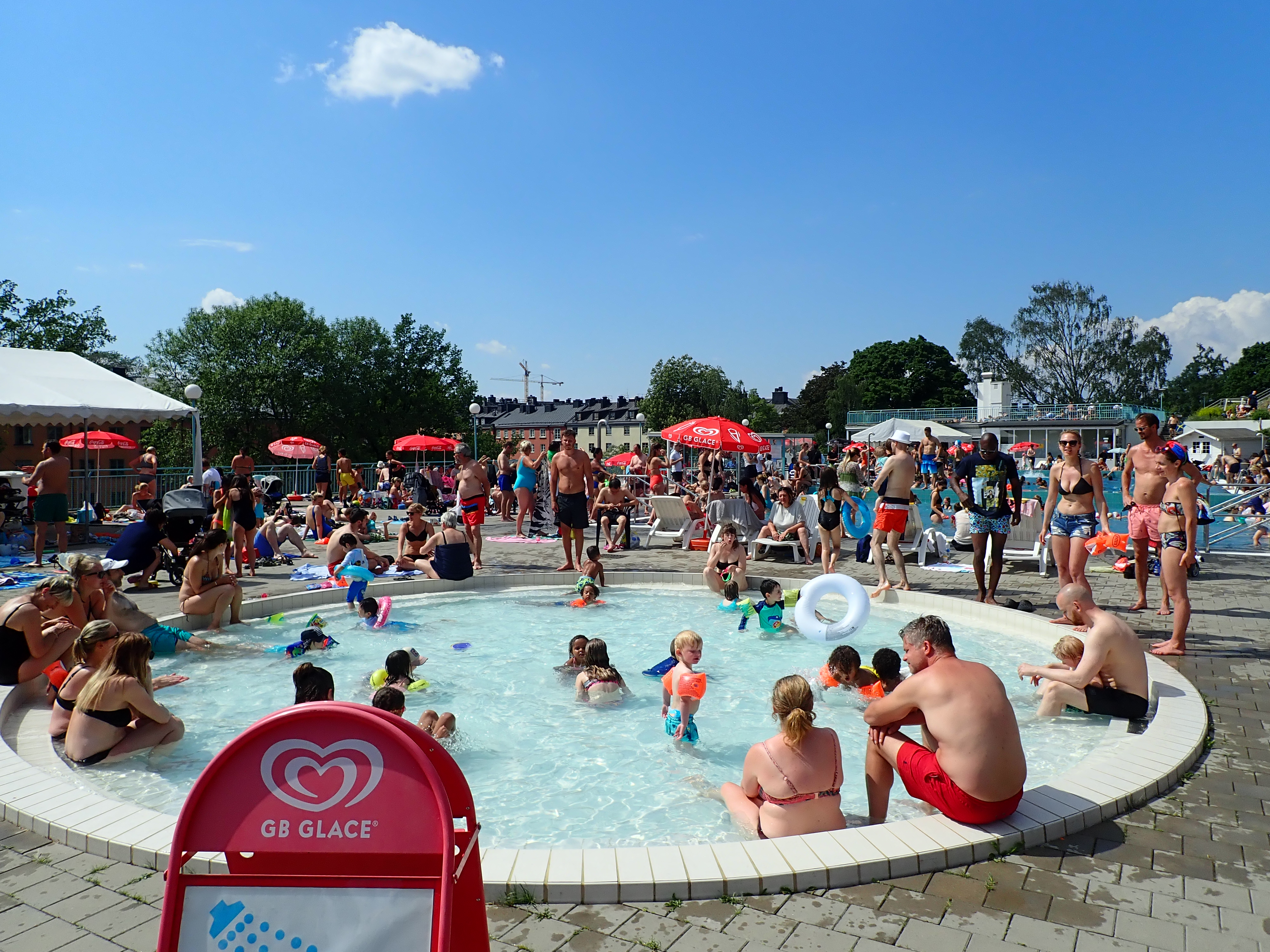
Barnbassängen i Vanadisbadet.

En total om- och nybyggnad av Vanadisbadet genomfördes aldrig. Istället presenterade Stockholms stads idrottsförvaltning i juni 2012 ett förslag till upprustning. Kostnaden för upprustningen har beräknades uppgå till omkring 53 miljoner kronor för såväl invändiga som utvändiga åtgärder. I kostnaden ingick även utredning och projektering. Bland åtgärderna kan nämnas att befintliga vattenrutschkanor revs i sin helhet. Ytskikten i bassängen och plaskdammen försågs med nytt material ovanpå den underliggande betongen. Reningsanläggningen och undercentralen för fjärrvärme förnyades. Byggnader, räcken och belysningsstolpar målades. Vegetationen sågs över vilket innebar såväl gallring som nyplanteringar. Åtgärderna syftade till att badet ska kunna vara i drift under cirka tio år. Själva arbetet med upprustningen påbörjades år 2013 och avslutades innan sommarsäsongen 2014.